# Molophilus tawagensis
Molophilus tawagensis är en tvåvingeart som beskrevs av Alexander 1931. Molophilus tawagensis ingår i släktet Molophilus och familjen småharkrankar. Inga underarter finns listade i Catalogue of Life.